# Dan Tibell
Dan Tibell, född 1956, är en svensk keyboardist. Han har spelat med den kristna hårdrocksgruppen Jerusalem i omgångar sedan 1976. I bandet har han varit med och författat ett fåtal sånger, bland annat låten Dagarna går som finns med på Volym 1 och Dialog som är med på Volym 2.
Dan Tibell medverkar på skivorna Volym 1, Volym 2, Krigsman, Vi kan inte stoppas, Live in USA, Volym 3, Volym 4 och Stygn. Utanför Jerusalem har han bland annat spelat in ett par skivor med Jalle Ahlström. Tibell har också spelat i gruppen XT som startade 1991 av Björn Stiggson och Sonny Larson. 
Tibell är sedan 2020 keyboardist i bandet Larm! som bland annat består av Simon Ådahl (Edin-Ådahl) och Anders Mossberg (Jerusalem).